# 谢讷帕基耶
谢讷帕基耶（法語：Chêne-Pâquier）是瑞士联邦西部法语区的沃州下设的一个镇。在行政上属于沃州北汝拉区管辖。谢讷帕基耶的总面积为2.12平方公里。截至2010年底，总人口为116。

## 外部链接

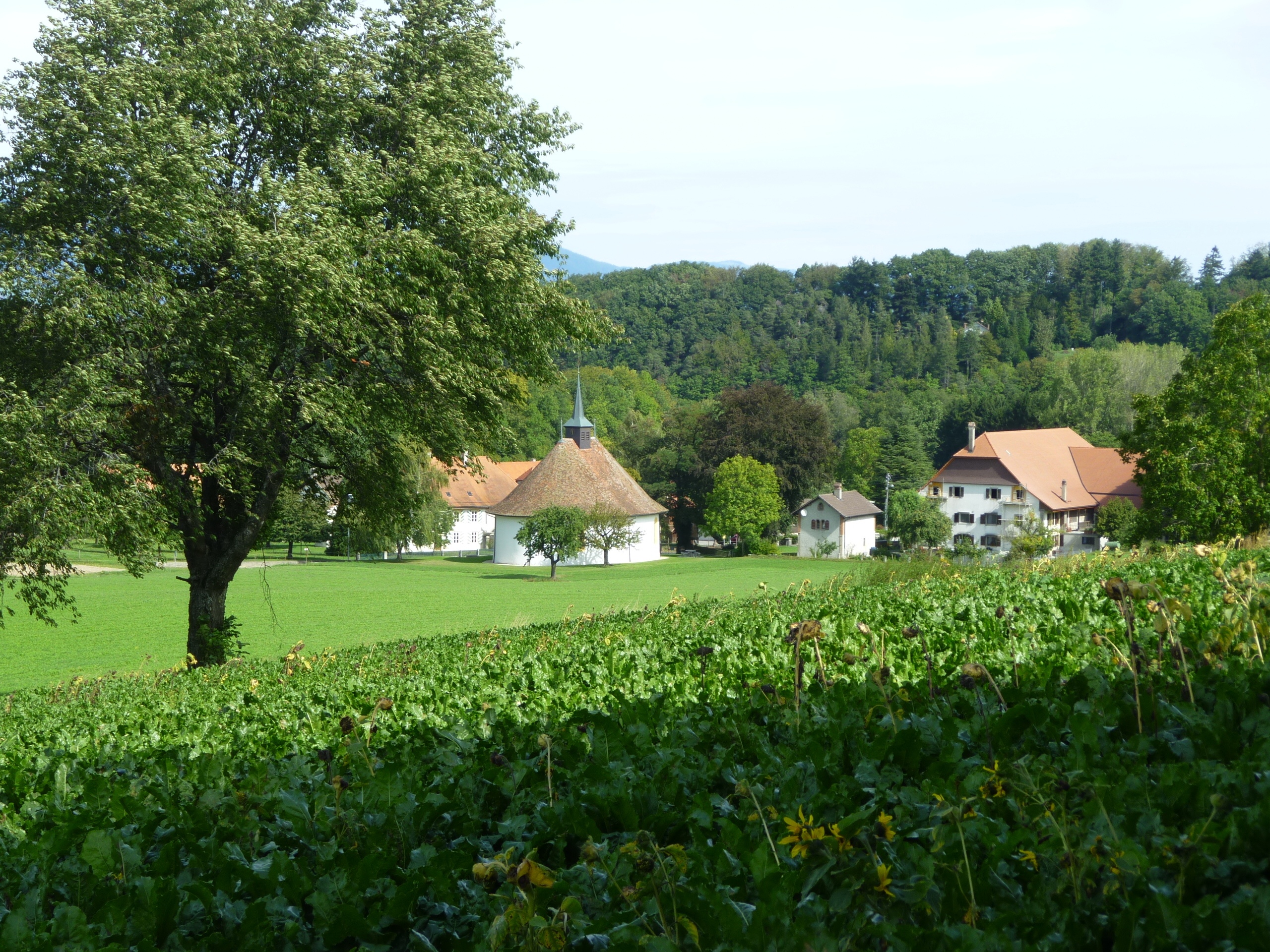
谢讷帕基耶